# Oržycký rajón
Oržycký rajón (ukrajinsky Оржицький район) byl rajón v Poltavské oblasti na Ukrajině. Hlavním městem byla Oržycja a rajón měl přibližně 24 tisíc obyvatel. 

## Sídla v rajónu
- Oržycja
- Novooržycke